# Ежов, Валентин Иванович (архитектор)
Валенти́н Ива́нович Ежо́в (укр. Валенти́н Іва́нович Єжо́в; 7 июля 1927, с. Кощеево, Ивановская обл., РСФСР, СССР — 25 августа 2010, Киев, Украина) — советский и украинский архитектор, народный архитектор Украины (1999), вице-президент Украинской академии архитектуры, член Президиума Союза архитекторов, в 1981—1987 годах — главный архитектор Киева.

## Биография
В 1949 году с отличием окончил архитектурный факультет Киевского инженерно-строительного института — учился у Каракиса Иосифа Юльевича. Начал трудовую деятельность архитектором в Севастополе. С 1953 по 1963 годы — аспирант и научный сотрудник Академии архитектуры УССР. С 1963 года работал руководителем сектора, отдела КиевЗНИИЭП (теперь — Украинский зональный научно-исследовательский и проектный институт по гражданскому строительству), впоследствии стал главным архитектором института. С 1976 года — директор КиевНИИТИА. В 1981 году стал главным архитектором Киева. С 1987 года заведующий кафедрой основ архитектуры и архитектурного проектирования Киевского инженерно-строительного института. С 1991 года — руководитель «Творческой архитектурной мастерской „Ежов“» (с 1998 года — «Архитектурное бюро „Ежов“»). 
Супруга Евдокия Фёдоровна (1924—2007), сыновья Сергей (1951—2024) и Дмитрий (1963), внуки Алексей (1978), Дарья (1991) и Екатерина (2002).
Скончался 25 августа 2010 года на 84-м году жизни от остановки сердца. Похоронен 26 августа на Байковом кладбище.

## Вклад в архитектуру
Под руководством и при авторском участии Валентина Ежова разработано более 260 проектов, по которым построено 80 зданий и комплексов различного функционального назначения в Киеве, Каменском, Севастополе, Бердянске, Феодосии, Евпатории, Припяти и других городах Украины.
Среди зданий:
- Дом торговли (Киев, Львовская пл., 8)
- школьный городок на 4 тысячи учащихся в Северо-Броварском массиве (Киев, ул. Юности, 1);
- Дворец культуры авиационного завода (Киев, проспект Победы, 112; в соавторстве с В. К. Бавилоским, В. И. Стариковым)[3];
- Дворец культуры Производственного объединения имени С. П. Королёва (Киев, ул. Н. Василенко, 15);
- станция метро «Вокзальная»;
- станция метро «Лыбедская»;
- застройка жилых массивов Теремки-2, Вигуровщина-Троещина, Северо-Броварский;
- школьный комплекс в Каменском;
- Дворец культуры в Бердянске;
- ряд офисных центров и жилых комплексов в Киеве и другое.

## Награды
Почётный доктор НИИ ТИАГ, доктор архитектуры (1983), профессор, заслуженный архитектор Украины (1994), народный архитектор Украины (1999).
Вице-президент Украинской академии архитектуры, член Президиума Союза архитекторов Украины, действительный член Академии строительства и инженерных наук Украины, действительный член Международной академии архитектуры и иностранный член РААСН. Профессор Киевского национального университета строительства и архитектуры.
Почётная грамота Президиума Верховного Совета УССР (1987), премия Совета Министров СССР (1989) за разработку Генерального плана развития Киева, Государственная премия Украины в области архитектуры (2000).
Медали «За трудовую доблесть» (1971), «В память 1500-летия Киева» (1982), «Ветеран труда» (1984), ордена «Знак Почёта» (1981), «За заслуги» III степени (2004) и др.

## Цитаты
Студенты часто интересуются, кто мой основной учитель и кто повлиял на мою судьбу в творческом плане. Однозначно ответить на эти вопросы трудно. «Основного учителя» у меня не было. Во время учёбы в КИСИ я больше, чем с другими педагогами, общался с Иосифом Юльевичем Каракисом и Александром Матвеевичем Вербицким. Они мне дали, пожалуй, основу в творческой подготовке, привили любовь к архитектуре, поэтому я считаю их своими любимыми учителями.

### Публикации Ежова
Валентин Иванович — автор более 200 научных работ, среди которых монографии:
- Ежов В. И. «Архитектурно-конструктивные схемы общественных зданий» (1981)
- Ежов В. И. «Архитектура общественных зданий массового строительства» (1983)
- Ежов В. И., Слепцов О. С., Гусева Е. В. «Архитектурно-конструктивные системы гражданских зданий» (1998) — издание отмечено Государственной премией Украины[11].
- Ежов В. И. Полвека глазами архитектора. — Киев: КНУСА, 2001. — 304 с.
- Ежов В. И. Эскизная графика архитектора. — Киев: ВИСТКА, 2003.
- Ежов В. И. Архитектура южного жилища. — Киев: Феникс, 2012.

### Публикации о Ежове
- 100 кращих будівельників та архітекторів України 2009 / Киев, 2009. (укр.)
- Валентин Иванович Ежов. Библиографический указатель построек, проектов и научных трудов: К семидесятилетию со дня рождения / Сост. А. А. Пучков. — Киев: НИИТИАГ, 1997. — 64 с.: ил.
- Валентин Єжов // Українська академія архітектури: Персональний склад / За заг. ред. В. Г. Штолька. — Киев: Вид. дім А+С, 2007. — С. 49.
- Єжов Валентин Іванович // Імена України: Біограф. довідник. — Киев: Фенікс, 2002. — С. 186.
- Митці України: Енциклопедичний довідник / за ред. А. В. Кудрицького. — К. : «Українська енциклопедія» ім. М. П. Бажана, 1992. — С. 238 — ISBN 5-88500-042-5. (укр.)
- Єжов Валентин Іванович : особова справа чл. НСА України (1974 — 25 серпня 2010) // Національна спілка архітекторів України. (укр.)